# Navantia Sistemas
Navantia Sistemas es una División de Navantia cuya sede se encuentra en la "Fábrica de Artillería de Bazán", situada en San Fernando, dedicada a desarrollar y construir sistemas de control para barcos civiles y el sistema de combate para barcos militares, como las fragatas Clase Álvaro de Bazán, los Submarinos Clase S-80, los Buques de Acción Marítima el Buque Proyección Estratégica Juan Carlos I (L-61), los cazaminas Clase Segura, el Buque de Aprovisionamiento en Combate Cantabria (A-15); También construye cañones de distintos calibres que artillan proyectiles de hasta 73 milímetros bajo licencia. 
Con una plantilla de 329 trabajadores, de los que uno de cada tres es técnico superior y más de la mitad realiza labores de ingeniería, factura anualmente de 100 a 150 millones de euros y acumula pedidos por valor de 500 millones de euros.

## Productos
Las líneas de actividad que se desarrollan son seis:
- Integración de sistemas de combate
- Mando y control
- Sistemas de control de fuego
- Sistema de control de armas
- Sistemas de control de comunicaciones
- Sistemas de control de plataforma
- Cañones[3]

## Futuro
La compañía espera aumentar su proyección en el Ejército de Tierra próximamente. Los sistemas que controlan los disparos de las armas que se instalen en un buque pueden ser igualmente utilizados para gestionar disparos en tierra.
Faba va a acometer la modernización de los sistemas integrados de todos los buques de Australia y Venezuela. Asimismo, la constructora naval pública cuenta entre sus planes con la penetración del mercado suramericano, el objetivo que se ha marcado la dirección es hacerse con contratos de rehabilitación de los sistemas de los submarinos de más edad con los que cuentan las armadas de los países de las armadas de los países de la zona. 